# Kurt Kluge
Friedrich Otto Kurt Kluge (* 29. April 1886 in Lindenau bei Leipzig; † 26. Juli 1940 in Fort Eben-Emael bei Lüttich) war ein deutscher Bildhauer und Erzgießer, der mit 48 Jahren als humoristischer Schriftsteller an die Öffentlichkeit trat und in den letzten Jahren seines Lebens während der Zeit des Nationalsozialismus mehrere gut aufgenommene und teils preisgekrönte Romane und Erzählungen veröffentlichte. Kluge starb 1940 während einer vom Reichspropagandaministerium organisierten Frontbesichtigung an Herzversagen. Sein im gleichen Jahr abgeschlossener Roman Die Zaubergeige wurde während des Zweiten Weltkriegs verfilmt. Sein erfolgreichster und weitaus bekanntester Roman Der Herr Kortüm (1938) wurde auch nach 1945 noch gelesen.

## Leben

### Herkunft und Werdegang

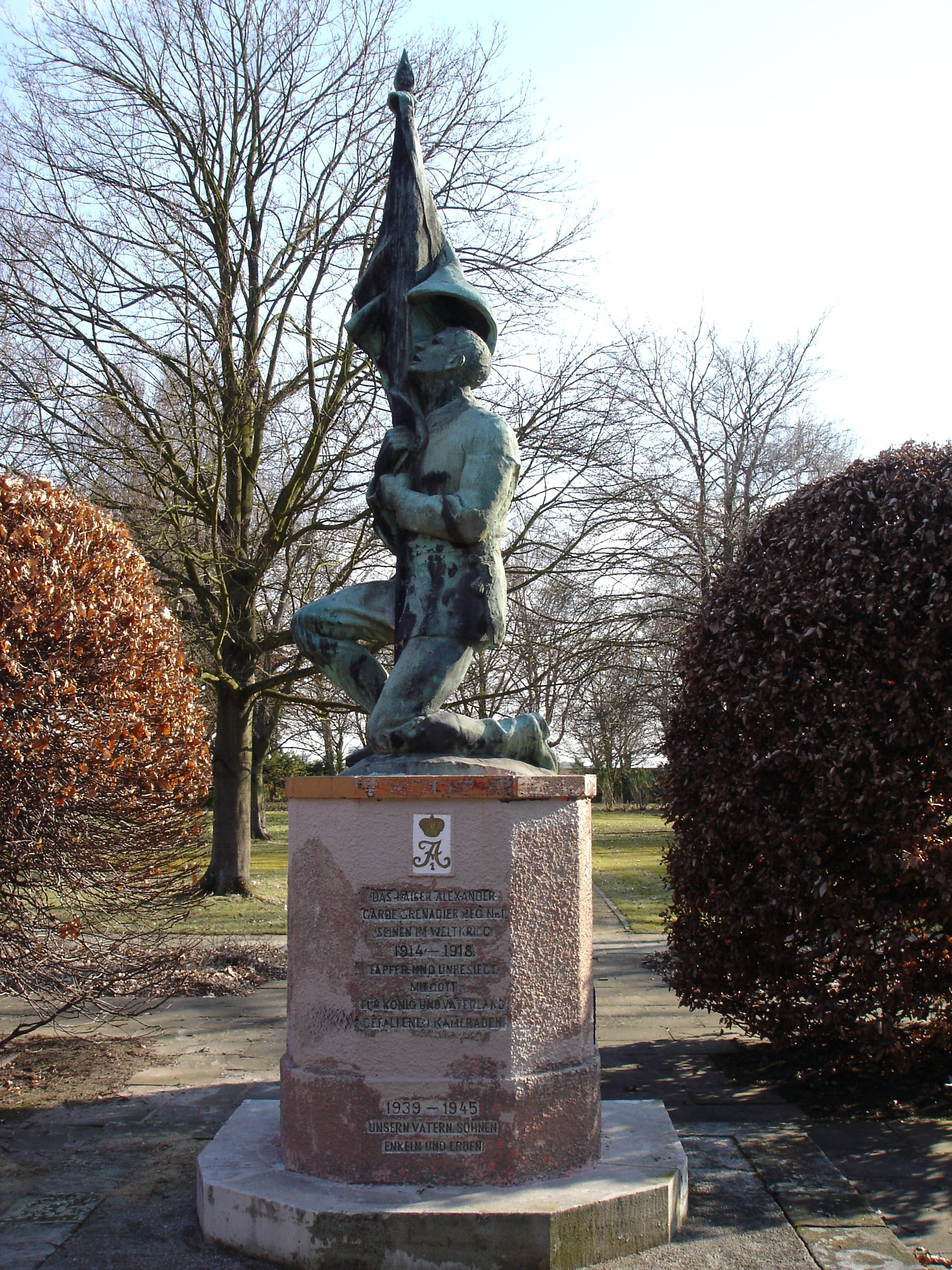
Gefallenen-Ehrenmal des Garde-Grenadier-Regiments Nr. 1 „Kaiser Alexander“ (1927); es zeigt den am 8. September 1914 in der Marneschlacht gefallenen, mit Kluge befreundeten Eberhard Freiherr von der Recke von der Horst

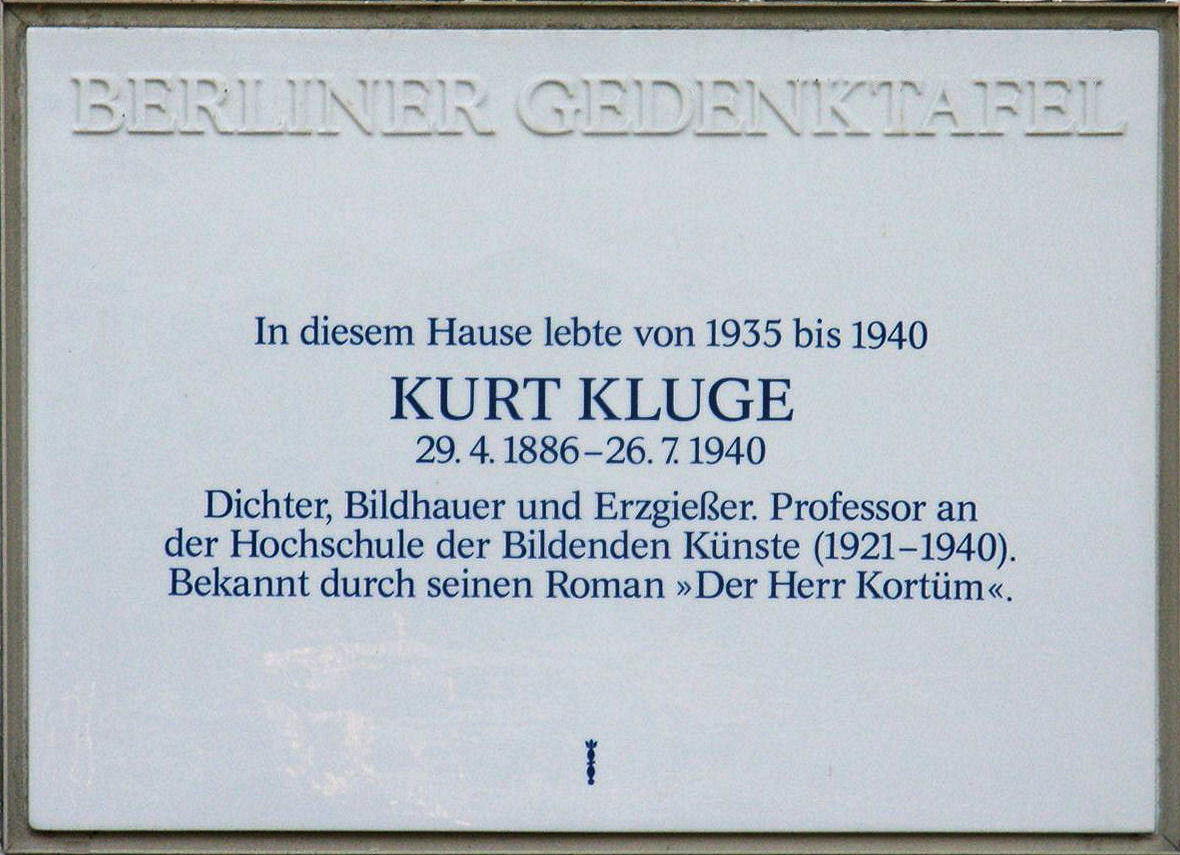
Berliner Gedenktafel am Haus Krottnaurerstraße 64 in Berlin-Nikolassee

Kluge war der Sohn des Oberlehrers Otto Kluge (1853–1910) aus Lindenau bei Leipzig und der Schmiedemeisterstochter Amanda Koch aus Nietleben bei Halle. Sein Vater war Organist und Friedensrichter, und Kurt zeigte früh eine vielseitige musische Begabung. Er besuchte nach dem Abitur (1904) das Lehrerseminar in Oschatz und wurde 1908 Hilfslehrer an der Volksschule in Großzschocher. Neben seinem Lehrerberuf wurde er Mal- und Zeichenschüler der Leipziger Akademie und setzte seine Studien 1910 an der Dresdner Kunstakademie fort. Er war Schüler von Max Klinger. Mit Aquarellen, Holzschnitten, Lithographien, Radierungen und Handzeichnungen hatte er erste Anerkennung erfahren, als er 1914 zum Kriegsdienst im Ersten Weltkrieg einberufen wurde. Anfang November 1914 wurde er in der Ypernschlacht bei Becelaere in Belgien so schwer verwundet, dass er endgültig aus dem Krieg heimkehrte.

### Metallurge und Plastiker
Wieder in Leipzig gründete Kluge 1916 eine Erzgießerei. Er trat im Jahre 1919 der Leipziger Freimaurerloge Minerva zu den drei Palmen bei. 1921 folgte er einem Ruf Arthur Kampfs an die Akademie für bildende Künste in Berlin, um dort als ordentlicher Professor einen neu errichteten Lehrstuhl für Erzplastik zu besetzen. In der Folge baute Kluge für die Akademie eine Werkstatt für sein Fachgebiet auf, restaurierte im Staatsauftrag beschädigte Kunstdenkmäler, schuf eigene bildhauerische Werke und war in der Forschung tätig. Er unternahm Studienreisen nach Island, Italien, Griechenland und in die Türkei, trug für das Verständnis des Metallgusses bedeutsame metallurgische und kunsthistorische Erkenntnisse bei und entdeckte eine antike griechische Werkstatt in Olympia. Seine Forschungsergebnisse stellte er in wissenschaftlichen Publikationen wie Die Gestaltung des Erzes und ihre technischen Grundlagen (1928) oder dem dreibändigen, zusammen mit dem Archäologen Karl Lehmann-Hartleben erarbeiteten Werk über Die antiken Großbronzen (1927) vor.

### Schriftstellerische Entwicklung
Ende der 1920er Jahre fasste Kluge den Entschluss, sich vermehrt der Schriftstellerei zu widmen. Zunächst veröffentlichte er seine Friedenslyrik, die schon im Ersten Weltkrieg entstanden war. Im Jahr der nationalsozialistischen „Machtergreifung“ 1933 entstand sein Schauspiel Ewiges Volk, dem im Gegensatz zu seinen anderen Werken eine deutliche ideologische Nähe zum Nationalsozialismus anzumerken ist. Erst 1934, im Alter von bereits 48 Jahren, veröffentlichte Kluge seinen ersten erzählerischen Text; in den wenigen Jahren bis zu seinem frühen Tod folgte eine umfangreiche literarische Produktion.

### Tod
Kluge erlitt Ende Juli 1940 in der Nähe von Lüttich einen Herzschlag, als er als Teilnehmer einer vom Reichsministerium für Volksaufklärung und Propaganda und dem Oberkommando der Wehrmacht zu Propagandazwecken durchgeführten „Dichterfahrt in das Kampfgebiet des Westens“ die Schlachtfelder des Westfeldzugs besichtigte. Gelegentlich wurde fälschlich angegeben, Kluge sei „an der Westfront gefallen“. Sein Leichnam wurde nach Berlin-Zehlendorf überführt und am Kirchweg in Nikolassee bestattet.

## Literarisches Werk
Das schriftstellerische Werk Kurt Kluges wird dem bürgerlichen Realismus in der Tradition Jean Pauls und Wilhelm Raabes zugerechnet. Es erscheint losgelöst von allen literarischen Strömungen seiner Zeit. Die bildende Kunst ist ein großes Thema des Autors und seine Beschäftigung damit trägt autobiographische Züge. Gleichzeitig versucht der Autor, seinen Werken ein Gepräge weisen Humors zu verleihen. Das gesamte Erzählwerk zeichnet sich durch breite epische Anlage und sorgfältig gezeichnete Figuren aus. Dabei zeigt Kluge in seiner blutvollen Schilderung des deutschen Kleinbürgertums auch kritische bis hin zu satirischen Anklängen.
Kluges Erzählwerk ist wie auch Teile seiner dramatischen und lyrischen Arbeiten von einer halbernst-heiteren Gemütshaltung und feinem bis skurrilen Humor bestimmt. Daneben treten seine große Verehrung für Kunst und Musik und seine Begeisterung für das bodenständige Handwerk zutage. Kluges Vorlieben und Themen können auch als Zugeständnis an die Zeit des Nationalsozialismus gewertet werden, indem er in seinen Schriften eine abseitige Idylle errichtet, die die dunkle Realität überspielt und verdeckt. In dieser Perspektive wird Kluge auch als Negativbeispiel für die so genannte innere Emigration angeführt. Der Germanist Rainer Drewes setzte sich 1991 am Beispiel von Kluges Werk mit der Ambivalenz nichtfaschistischer Literatur im Dritten Reich auseinander.
Eine achtbändige Werkausgabe des auch in verschiedene andere Sprachen übersetzten Autors brachte um 1950 der Stuttgarter Engelhornverlag auf den Markt, wo 1938 auch die Erstauflage von Kluges erfolgreichstem Buch Der Herr Kortüm erschienen war.

### Romane

#### Debut (1934)
Kluges erstveröffentlichter Roman Der Glockengießer von Christoph Mahr (1934) hatte das Aussterben eines historischen Handwerksberufes zum Thema. Der Titelheld, ein leidenschaftlicher Glockengießer, gerät in eine ernsthafte Krise, als „seine Kunst“ plötzlich nicht mehr gefragt ist. Letztlich findet er jedoch in seinem neuen Beruf als Ziegelbrenner zum eigentlichen Sinn des Handwerks zurück.

#### Dichter des „Kortüm“ (1938)

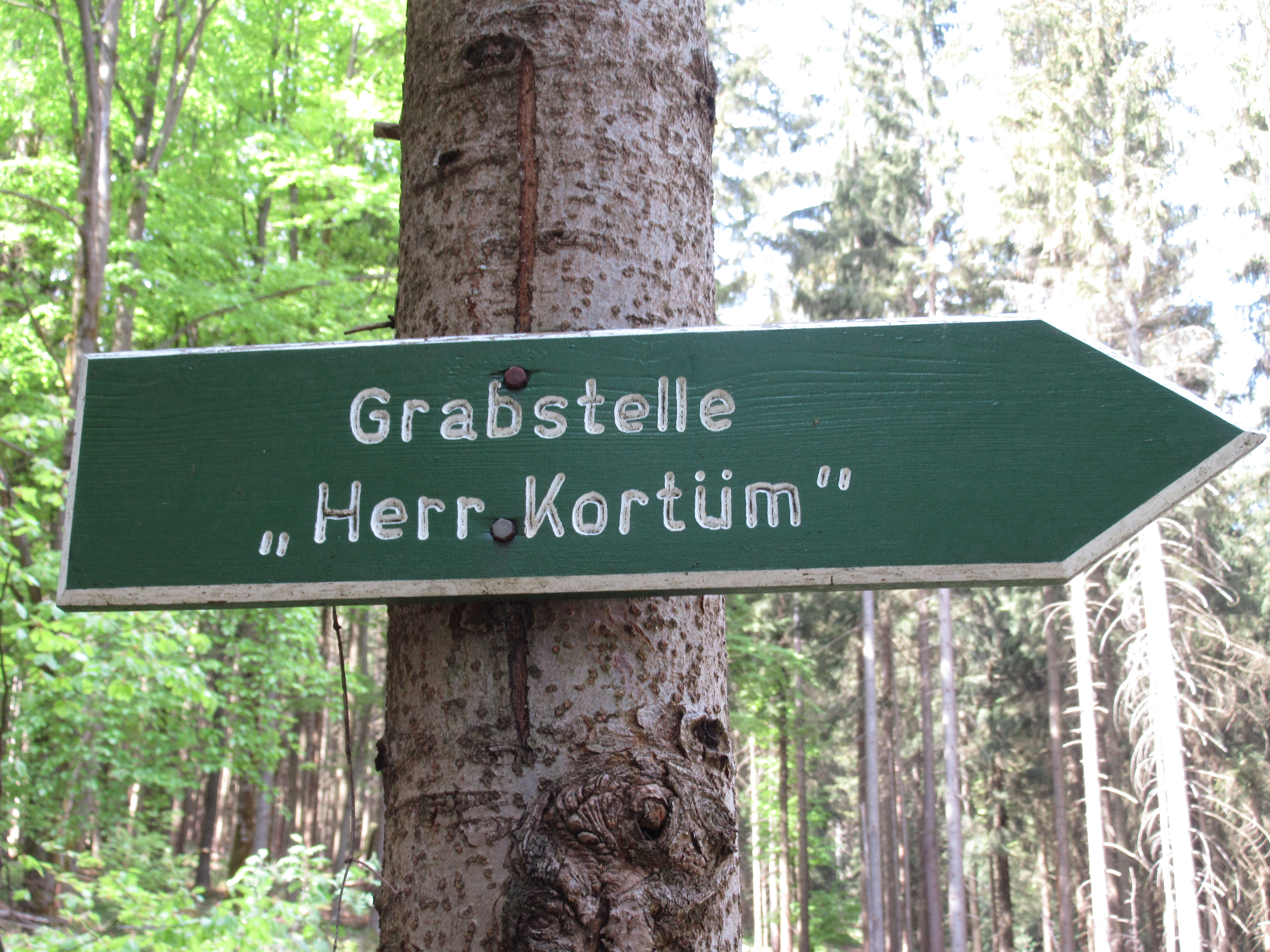
Schild hinter dem Schöffenhaus

Noch im gleichen Jahr folgten die Romane Die silberne Windfahne und Das Flügelhaus, zwei kürzere Werke, die Kluge 1938 umschrieb und ergänzte und zu seinem Hauptwerk Der Herr Kortüm zusammenfügte. Mit den neu hinzugefügten Teilen (Die Gäste, Die Echostube und Die weiten Wege) entstand auf diese Weise ein humoristischer Roman epischen Ausmaßes, der in der Erstauflage annähernd siebenhundertfünfzig Seiten umfasste.
Kluge beschreibt darin episodenartig die Geschichte eines Hamburger Kapitäns und Originals, der im Thüringer Wald ein unkonventionelles gastronomisches Etablissement eröffnet. Dabei stehen die einzelnen Bauabschnitte des Gasthauses gleichsam für die verschiedenen Lebensabschnitte der weitgereisten Titelfigur. Der tragikomische Kortüm, dem „das Leben selbst zur Kunst“ wird (Paul Fechter), verabschiedet sich am Ende des Buches aus seinem Wirkungskreis, um als Planetoid im Weltall zu kreisen.
Nach Ansicht von Literaturkritikern der Kriegsgeneration nimmt Der Herr Kortüm eine gewisse Ausnahmestellung in der deutschsprachigen Literatur der ersten Hälfte des 20. Jahrhunderts ein, insoweit er eine „lebendige, abseitige Sonderlingsgestalt“ (Fricke/Klotz) in den Mittelpunkt stellt und damit konzeptionell eher an ältere Autoren wie Jean Paul, Charles Dickens oder Wilhelm Raabe anschließt als an zeitgenössische Gegenwartstendenzen.
Gero von Wilpert erklärte das Werk noch 1969 zum Inbegriff deutschen Humors: „Während die neueren Strömungen (…) kaum Humor zeigen, ragt in der Gegenwart neben Thomas Mann, Emil Strauß und Ernst Penzoldt besonders Kurt Kluges „Der Herr Kortüm“ als Meisterwerk echt deutschen Humors hervor.“ Auch Karl August Kutzbach, der Verfasser von Kluges Eintrag in der Neuen Deutschen Biographie, nennt Kortüm noch 1979 „ein Hauptwerk unserer humoristischen Literatur“.
Mit der Figur des närrischen Weltverbesserers, der überall aneckt, zugleich aber in der Lage ist, Menschen jeglicher Couleur für verrückte Projekte zu begeistern, deren Ergebnisse ihn selbst im Grunde aber gar nicht interessieren, schafft Kluge einem nationalsozialistischen Ausleger zufolge gar „ein Urbild des deutschen Menschen“ (Franz Lennartz). Auch einem neueren Klappentext zufolge verkörpert der Kortüm das „Abbild des kauzigen Deutschen schlechthin“. Gerhard Frickes Geschichte der deutschen Literatur sieht den Grund für den Erfolg des viel gelesenen Romans in „einer meisterhaft geschilderten eigenwilligen kleinstädtischen Atmosphäre voller Sonderlinge und Eigenbrötler, in der der Mikrokosmos alltäglicher Ereignisse und der Makrokosmos universaler Gedanken, Erinnerungen und Phantasien sich kreuzen.“
Aufgrund der großen Bekanntheit und Beliebtheit des Werks wurde Kluge auch in der Fachliteratur zeitweise nur noch „der Dichter des Kortüm“ genannt oder sogar mit seiner Figur gleichgesetzt (so im Titel einer 1956 erschienenen Gesamtauswahl aus seinen Werken: Weisheit des Kortüm). Das reale Vorbild für die Figur des Herrn Kortüm war ein Thüringer Gastwirt, der damalige Eigentümer des Schöffenhauses, der als Original bekannt war und gegen das Erscheinen von Die silberne Windfahne und Das Flügelhaus noch selbst protestiert hatte, weil er sich darin ungünstig gezeichnet empfand. Allerdings hielt Paul Fechter die realistischen Elemente des Romans in seinem Kleinen Wörterbuch für literarische Gespräche (1950) für vernachlässigbar: „Bei Kluges Kortüm denkt niemand mehr an das Urbild, die Wirkung des Werkes hat trotzdem von Jahr zu Jahr zugenommen.“
Die Wirkung des Kortüm zog auch künstlerische Bearbeitungen durch Dritte nach sich; so komponierte z. B. Julius Weismann eine Ouvertüre mit dem Titel Die silberne Windfahne.

#### Preisgekrönter Roman „Zaubergeige“ (1940)
Mit dem kurz vor Kluges Tod erschienenen heiteren Roman Die Zaubergeige, der die Geschichte eines verkannten Geigenvirtuosen erzählt, der mit Hilfe einer entwendeten Stradivari über zahlreiche Verwicklungen und Hindernisse zu höchstem Ruhm gelangt und die Frau seines Lebens erobert, gelang Kluge ein zweites Werk, das ihm ähnlich wie Der Herr Kortüm höchste Aufmerksamkeit sowohl von Seiten der Kritik als auch in der Leserschaft einbrachte. Mit einer Auflage von über 400.000 Exemplaren war der Roman zu seiner Zeit ein Bestseller. 1940 wurde Kluge für die Zaubergeige der Literaturpreis der Stadt Berlin zugesprochen. 1942 wurde ihm für die Zaubergeige posthum auch der Wilhelm-Raabe-Preis zugesprochen. 1944 wurde das Buch verfilmt.

#### Posthum erschienenes Frühwerk
Kluges erster Roman, den er bereits 1929 begonnen und Anfang der 1930er Jahre fertiggestellt hatte, für den seinerzeit aber kein Verleger gefunden werden konnte, erschien erst nach seinem Tode mit dem Titel Grevasalvas (1942). Diese „Geschichte eines entfachten Menschen“ trägt autobiographische Züge: Sie zeigt einen Thüringer Bildhauer, der dem Berliner Kunstbetrieb den Rücken kehrt, um sich in der dörflichen Einsamkeit des Engadins und in Delphi seiner dichterischen Bestimmung bewusst zu werden.

### Novellen
Noch mehr als seine Romane stehen die heiter-besinnlichen Erzählungen und Novellen Kurt Kluges stofflich im Zusammenhang mit seinem Künstlerberuf: Die gefälschte Göttin (1935) handelt z. B. von der archäologischen Jagd nach antiken Plastiken, Der Gobelin (1936) spielt im Malermilieu, Der Nonnenstein (1936) schildert ein schicksalhaftes Ereignis im Leben einer Porzellanfabrikantenfamilie.

### Dramen
Neben dem Erstling Ewiges Volk (1933), mit dem sich Kluge als nationalsozialistischer Schriftsteller empfiehlt, indem er den Kampf der Kärntner gegen die Serben und Slowenen 1918/19 dramatisch zu einem mythischen Schicksalskampf überhöht, entstanden einige weitere, stärker unterhaltende Bühnenwerke des Autors wie Die Ausgrabung der Venus (1934, eine Archäologenkomödie) oder Das Gold von Orlas (1936). Insgesamt blieb das dramatische Werk Kluges weit unbedeutender als das erzählerische.

#### Hörfolgen
Im Bereich der Rundfunkdramatik schrieb Kluge diverse Hörfolgen, so z. B. über Johann Sebastian Bach (1935). Der musikalisch interessierte Autor unterstreicht darin seine besondere Verbundenheit mit der „deutschen Musik“, die er auch in seinem letzten Roman Die Zaubergeige und in der Erzählung Nocturno (1939) über die Dunkelgräfin von Hildburghausen zum Ausdruck bringt.

#### Drehbücher
Kluge wirkte auch am Drehbuch des Kinofilms Der höhere Befehl (1935) mit, einem Spionagedrama, das in der Zeit der Napoleonischen Kriege spielt.

### Lyrik
Neben seinen in jungen Jahren entstandenen Kriegsgedichten, die in dem kaum beachteten Band Pacem (1916) zusammengestellt wurden, erschien 1941 ein Band Gedichte, deren Auswahl und Zusammenstellung noch vom Autor selbst stammt.

### Essays, Briefe, Funk- und Filmbeiträge
Ebenfalls posthum wurden Briefe Kluges an Zeitgenossen veröffentlicht (Lebendiger Brunnen, 1952). Unter dem Titel Weisheit des Kortüm erschien 1956 eine aus Werken, Briefen und Gesprächen Kurt Kluges zusammengestellte Anthologie. In Die Sanduhr (1966) gab die Familie des Autors bis dahin unveröffentlichte Erzählungen, Funk- und Filmtexte, Essays und Aufzeichnungen heraus.

## Rezeption

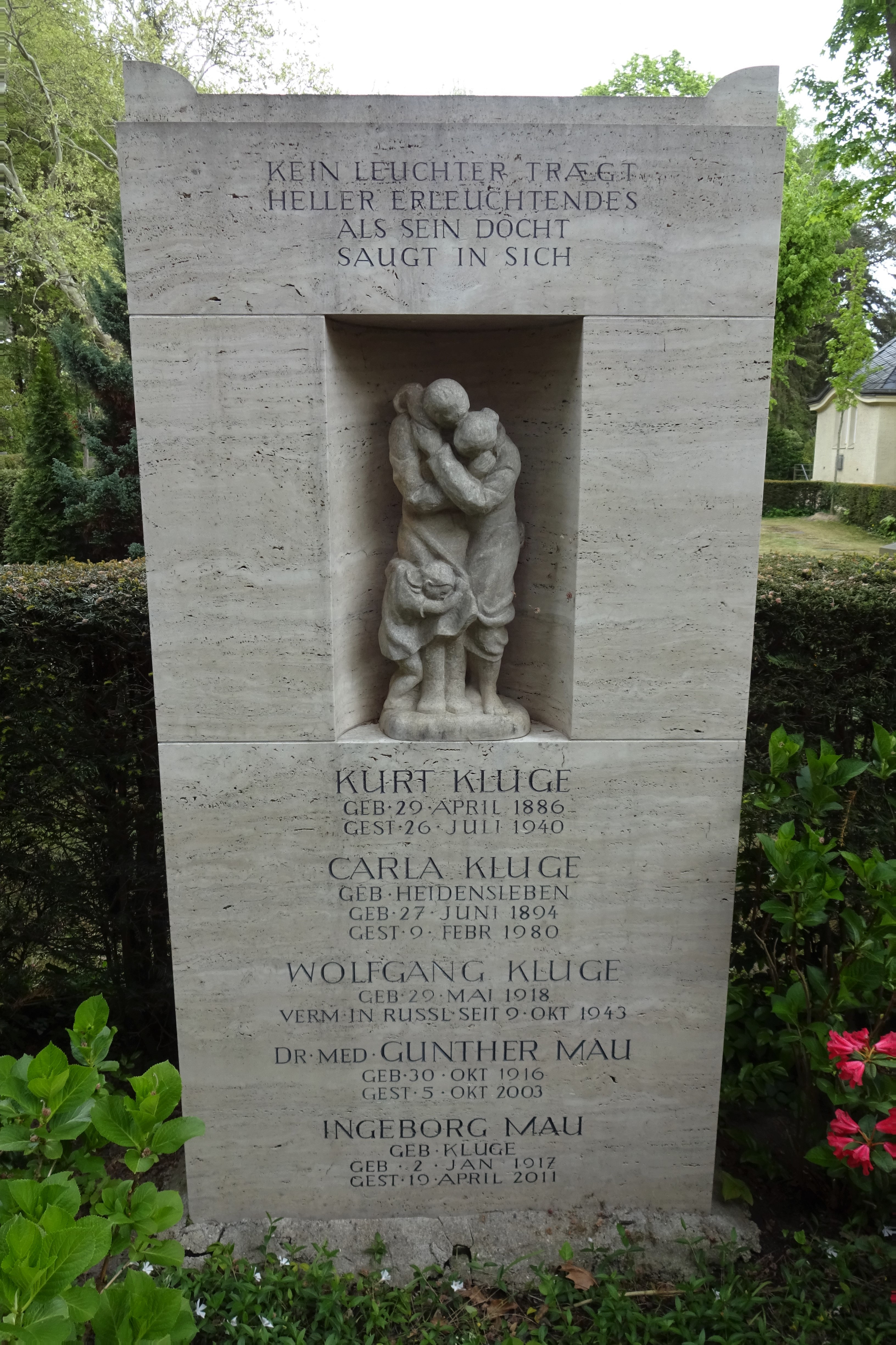
Grabstätte Kurt Kluges in Zehlendorf

Eine Reihe von Literaturwissenschaftlern versuchte nach 1945, dem „Weltbild und humoristischen Lebensgefühl“ Kluges auf die Spur zu kommen, wobei fast ausschließlich Der Herr Kortüm im Mittelpunkt des Interesses stand. Umdeutungen des Kortüm oder seines Autors zu einer widerständigen Gestalt, die sich „unter den Bedingungen der faschistischen Gewaltherrschaft“ als „weiser Tor“ behaupten wollte, sind ebenso anzutreffen wie emphatische Würdigungen der Figur als Ausbund „deutschen Humors“ und kritische Betrachtungen, die das Werk der NS-Literatur zuordnen.
Kluges Stück Ewiges Volk (Propyläen-Verlag, Berlin 1933) wurde in der DDR auf die Liste der auszusondernden Literatur gesetzt. Bereits in der Sowjetischen Besatzungszone wurde die Kluge-Erinnerungsgabe Dank an Kurt Kluge: Blätter zum Gedächtnis des Dichters; Den Freunden und Verehrern gewidmet (Engelhornverlag, Stuttgart 1940) auf die Aussonderungsliste gesetzt.
Diese Schrift enthält auch den Nachruf des nationalsozialistischen Literaten Erwin Guido Kolbenheyer (Der Tod gab eine Frist). Kolbenheyer, der beim selben Verlag wie Kluge veröffentlichte, stilisierte den unerwarteten Herztod Kluges in Flandern bei einer Schlachtfeldbegehung am Tag nach der Besichtigung des Ortes, an dem er 25 Jahre zuvor schwerstverwundet worden war, zum nachgeholten Soldatentod, der Kluge offenbar einen schicksalhaften Aufschub gewährt habe, um ihm sein literarisches Schaffen zu ermöglichen. Den Kortüm bezeichnet Kolbenheyer in seinem Nachruf als „erdgebunden-helle Traumgestalt“, die darin ihrem Schöpfer gleiche, der zweimal – bei der Verwundung 1914, die leicht sein Ende gewesen sein könnte, und bei seinem tatsächlichen Tod 25 Jahre später – im Erdreich des Schlachtfeldes versunken sei. Kolbenheyer selbst war im Ersten Weltkrieg frontuntauglich gewesen und hatte bis Kriegsende ein österreichisches Kriegsgefangenenlager bei Linz geleitet. Kolbenheyers Nachruf wurde zum zehnjährigen Gedenken an Kluges Tod am 27. Juli 1950 in der bürgerlichen Wochenzeitung Die Zeit erneut veröffentlicht.
Kluges Romane Der Herr Kortüm und Die Zaubergeige wurden in den 1950er und 1960er Jahren wiederholt neu aufgelegt; der Kortüm erschien bei der Deutschen Verlags-Anstalt in einer gekürzten Fassung bis in die 1980er Jahre (zuletzt 1986); die ungekürzte Fassung war zuletzt 1981 beim Ullstein-Verlag im Programm.

## Verfilmungen
Mit einer Starbesetzung mit Will Quadflieg und Gisela Uhlen in den Hauptrollen wurde Kurt Kluges letzter Roman nach seinem Tod verfilmt. Der mitten im Krieg entstandene Film Die Zaubergeige (1944) wird von der Filmkritik heute als „realitätsferner Künstlerroman“ eingestuft. Kluges Novelle Die Gefälschte Göttin wurde 1971 von Helmut Käutner für das Fernsehen in Szene gesetzt.

## Auszeichnungen
- 1940 Literaturpreis der Reichshauptstadt Berlin[10]
- 1942 Wilhelm-Raabe-Preis (posthum verliehen)[11][12]

## Autobiografisches
Eine autobiografische Skizze Aus dem Leben des Dichters enthält
- Kurt Kluge: Nocturno. Erzählung. Reclam, Stuttgart und Baden-Baden 1949, S. 58–67. (Erstveröffentlichung 1939).